# نیکولسک (سرزمین آلتای)
نیکولسک (به لاتین: Nikolsk) یک منطقهٔ مسکونی در روسیه است که در سرزمین آلتای واقع شده‌است.